# Loški potok (potok)
Loški potok je potok, ki nabira svoje vode v hribovju vzhodno od Litije in se pri vasi Spodnji Log kot desni pritok izliva v reko Savo. 